# Chlothar I
Chlothar I (numit și Clotaire sau Chloderic, supranumit le Vieux sau cel Bătrân), (n. 498 d.Hr., Soissons, Hauts-de-France, Franța – d. 29 noiembrie 561 d.Hr., Soissons, Hauts-de-France, Franța), rege al francilor, a fost unul dintre fiii lui Clovis. s-a născut în jurul anului 497 la Soissons (astăzi în departamentul Aisne, Picardia, Franța).

La moartea tatălui său în 511, a primit, ca moștenire, orașul Soissons, unde și-a instalat capitala; orașele Laon, Noyon, Cambrai, și Maastricht; și cursul inferior al râului Meuse. El era însă foarte ambițios, și a căutat să își extindă stăpânirea.
El este responsabil de asasinarea copiilor fratelui său Chlodomer în 524, primind în schimb orașele Tours și Poitiers. A luat parte la mai multe expediții îndreptate împotriva Burgundiei și, după prăbușirea acestui regat în 534, a obținut Grenoble, Die, și unele orașe învecinate.
Când ostrogoții au cedat Provence francilor, el a primit orașele Orange, Carpentras, și Gap. În 531, a luptat împotriva thurengienilor împreună cu fratele său Theuderic I iar în 542, cu fratele său Childebert I împotriva vizigoților din Spania. La moartea nepotului său Theodebald în 555, Clotaire i-a anexat teritoriile. La moartea lui Childebert în 558 a devenit singurul rege al francilor.
A domnit și asupra a cea mai mare parte a Germaniei, a avut unele expediții în Saxonia, și, pentru un timp, a primit de la saxoni un tribut anual de 500 de vaci. Sfârșitul domniei sale a fost marcat de disensiuni interne, fiul său Chram ridicându-se împotriva lui în mai multe rânduri. Urmărindu-l pe Chram în Bretania unde se refugiase, Chlothar l-a închis împreună cu soția și copiii săi într-o casă de lemn căreia i-a dat foc. Copleșit de remușcări, a plecat la Tours pentru a cere iertarea la mormântul Sfântului Martin, și a murit la scurt timp după aceea.

## Familia
Prima căsătorie a lui Chlothar a fost cu Guntheuc, văduva fratelui său Chlodomer, în jurul anului 524. Nu au avut copii.
A doua căsătorie a sa, în jurul anului 532, a fost cu Radegund, fiica lui Bertachar, Rege al Thuringiei, pe care îl învinseseră el și fratele său Theuderic. Ea a fost mai târziu canonizată. Nu au avut copii.
Cea de-a treia căsătorie a fost cu Ingund, cu care a avut cinci fii și o fiică:
- Gunthar, a murit înaintea sa
- Childeric, a murit înaintea sa
- Charibert, Rege al Parisului
- Guntram, Rege al Burgundiei
- Sigebert, Rege al Austrasiei
- Chlothsind, s-a măritat cu Alboin, Rege al lombarzilor

Următoarea căsătorie a fost cu o soră a Ingundei, Aregund, cu care a avut un fiu:
- Chilperic, Rege al Soissonsului

Ultima sa soție a fost Chunsina (sau Chunsine), cu care a avut un fiu:
- Chram, care a devenit dușmanul tatălui său, și a murit înaintea sa